# Donald Strachey
Pour les articles homonymes, voir Strachey.
Donald Strachey est le héros d'une série de romans policiers écrits par Richard Stevenson.
Strachey est un homosexuel vivant à  Albany (New York) avec son petit ami Timothy Callahan. Ce dernier est adjoint législatif au service d'un sénateur de New York. Les clients de Donald sont généralement convaincus que son orientation sexuelle peut être un avantage, lorsqu'il s'agit d'enquêtes réalisées au sein de la communauté homosexuelle d'Albany.
Shavick Entertainment a produit des téléfilms de quatre de ces romans pour le réseau de télévision LGBT Here!, tous réalisés par Ron Oliver : le détective privé est joué par l'acteur ouvertement gay Chad Allen.

## Personnages secondaires

### Timothy Callahan
Timothy Callahan est le petit ami de Strachey. C'est le seul personnage, excepté le détective lui-même, qui apparaît dans tous les livres, ainsi que dans tous les téléfilms. Dans ces derniers, il est incarné par l'acteur Sebastian Spence. Dans l'épisode intitulé Ice Blues, Tim se souvient de la manière dont sa sœur Kelly fut chassée de la maison familiale en raison d'une querelle avec leurs parents. Pour cette raison, Tim et Kelly ont perdu contact pendant plusieurs années ; à la fin du film, Donald parvient à la localiser grâce à ses talents de détective et à réunir le frère et sa sœur.

### Le détective Sean 'Bub' Bailey
Le détective Bailey rencontre Strachey dans l'épisode intitulé Third Man Out, dans lequel il essaye de convaincre Donald de persuader l'activiste et défenseur des droits des LGBT John Rutka de quitter Albany. Dans l'épisode Ice Blues, on apprend que Bub a eu une liaison avec Joan Lenigan après que celle-ci ait tué son mari. Le rôle de Bailey est joué par l'acteur Daryl Shuttleworth dans les films. Il semble que, dans les romans, le personnage correspondant soit le sergent détective Ned Bowman. Cette identification est cependant discutable, étant donné qu'on observe des différences très marquées entre les deux personnages.

### Kenny Kwon
Ce personnage, joué par l'acteur Kenny Kwon dans les téléfilms, n'apparaît pas dans les romans. Strachey le rencontre pour la première fois lors d'une enquête à l'hôtel Parmalee Plaza, où celui-ci travaille comme réceptionniste. À la recherche des assassins de Rutka, le détective saccage le bureau du gérant de l'hôtel. Dans l'épisode Shock to the System, Kwon retrouve Strachey et l'informe que ses actes ont conduit à son licenciement et réclame un poste d'assistant en compensation, ce à quoi le héros consent. Dans On the Other Hand, Death, Kenny révèle qu'il suit des cours pour obtenir une licence détective privé. Strachey le charge alors de filer un policier corrompu, ce qui permet à Kwon d'acquérir l'expérience de terrain nécessaire pour l'obtention de ce titre.

### Romans de la sérieDonald Strachey
- Death Trick, Los Angeles : Alyson Publications (1981)  (ISBN 1-55583-387-X) Publié en français sous le titre Les Damnés du bitume, Paris, Gallimard, coll. « Série noire » no 1868, 1982
- On the Other Hand, Death, New York : Penguin Books  (ISBN 0-14-008319-7) (1984) Publié en français sous le titre La Maison des périls, Paris, Gallimard, coll. « Série noire » no 2024, 1985
- Ice Blues, New York : St. Martin's Press (1986)  (ISBN 0-312-40379-8) Publié en français sous le titre Tous les damnés ont froid, Paris, Gallimard, coll. « Série noire » no 2065, 1986
- Third Man Out, New York : St. Martin's Press (1992)  (ISBN 0-312-07110-8)
- Shock to the System (1995)  (ISBN 0-312-13610-2)
- Chain of Fools (1996)  (ISBN 0-312-14563-2)
- Strachey's Folly (1998)  (ISBN 0-312-18669-X)
- Tongue Tied (2003)  (ISBN 0-312-18669-X)
- Death Vows (2008)  (ISBN 978-1-934531-33-4)
- The 38 Million Dollar Smile (2009)  (ISBN 978-1-60820-013-9)
- Cockeyed (2010)  (ISBN 978-1-60820-096-2)
- Red White Black and Blue (2011)  (ISBN 978-1-60820-362-8)
- The Last Thing I Saw (2012)  (ISBN 978-1-60820-706-0)
- Why Stop at Vengeance, Albion, New York : MLR Press (2015)  (ISBN 978-1-60820-706-0)

## Filmographie
- 2005 : Third Man Out (en), téléfilm américain réalisé par Ron Oliver, adaptation du roman éponyme
- 2006 : Traitement de choc, téléfilm américain réalisée par Ron Oliver, adaptation du roman éponyme
- 2008 : Jeux de mains, téléfilm américain réalisée par Ron Oliver, adaptation du roman éponyme
- 2008 : Ice Blues (en), téléfilm américain réalisée par Ron Oliver, adaptation du roman éponyme

## Liens
- The Donald Strachey Series